# Christiane Castelli
Christiane Castelli   (15è districte de París, 19 d'agost de 1922 - Bordeus, 2 de desembre de 1989) Membre de la companyia de l'Òpera de París (RTLN), es va distingir sobretot pels papers de Tosca (Tosca) que cantarà més de 300 vegades, Nedda Pagliacci, Élisabeth Don Carlo, Desdemona Otello i Musetta La Bohème.

## Biografia
Des de 1941, va seguir els cursos de comèdia i tragèdia de Maurice Escande. Per consell de Lotte Schöne, el 1942 va ingressar al Conservatori nacional superior de París a les classes de Claire Croiza i Roger Bourdin. El 1944 va obtenir el primer premi d'òpera i el primer d'òpera còmica, així com el premi Osiris.
Soprano lírica, es va unir a la companyia de l'Òpera de París el 1946. A causa de la reunió de teatres lírics nacionals, va debutar el 16 de març de 1946 a La traviata de Verdi (paper de Clara) a l'Opéra-Comique. A continuació, canta Frasquita i Micaela a Carmen, Giulietta a Les Contes d'Hoffmann, Sylvanis a Der Schauspieldirektor, Nedda a Pagliacci, Musette a La Bohème, la comtessa de Castiglione a Ciboulette, etc.
El seu debut al Palais Garnier va tenir lloc el 18 de juny de 1952 en el paper de Hébé de Les Indes galantes de Rameau. Després va cantar Desdemona a Otello, Rozenn a Le Roi d'Ys, Marie-Louise a L'Aiglon (1952), 1a dama a La flauta màgica (1954), Marguerite a Faust (1957), Violetta a La traviata (1959), Tosca (1960), Amelia a Un ballo in maschera, Elisabeth a Don Carlo...
També canta a molts teatres provincials i a l'estranger (Bèlgica, Suïssa, Itàlia, Suècia, Rússia, Polònia, Àustria, Països Baixos, Hongria, Dinamarca, etc.) i participa en diversos festivals (Orange, Aix en Provence, etc.). Es va acomiadar de l'escenari durant un recital a l'Òpera de París el 1977.
Professora de cant als conservatoris de Marsella i Bordeus des del 1980, va crear el Gran Premi nacional de cant de Vichy i es va convertir en inspectora de cant a França del 1977 al 1980. Va ser nomenada directora de projectes pel Departament de Música per a la preparació de futurs professors de cant. Al mateix temps, participa en nombrosos seminaris sobre la veu.
Va aparèixer a Secrets d'Alcôve (1954) de Jean Delannoy al costat de Martine Carol, Bernard Blier i François Périer. Va ser la primera esposa del compositor Pierre Petit, amb qui va tenir tres fills: Claude (periodista i escriptor), Didier (conegut com a cantautor amb el nom de Romain Didier) i Marie-Laurène.
Christiane Castelli va ser cavaller de la Legió d'Honor i oficial de l'Orde de les Arts i les Lletres.
Descansa al cementiri de Grenelle, a París.